# Motorola 68020

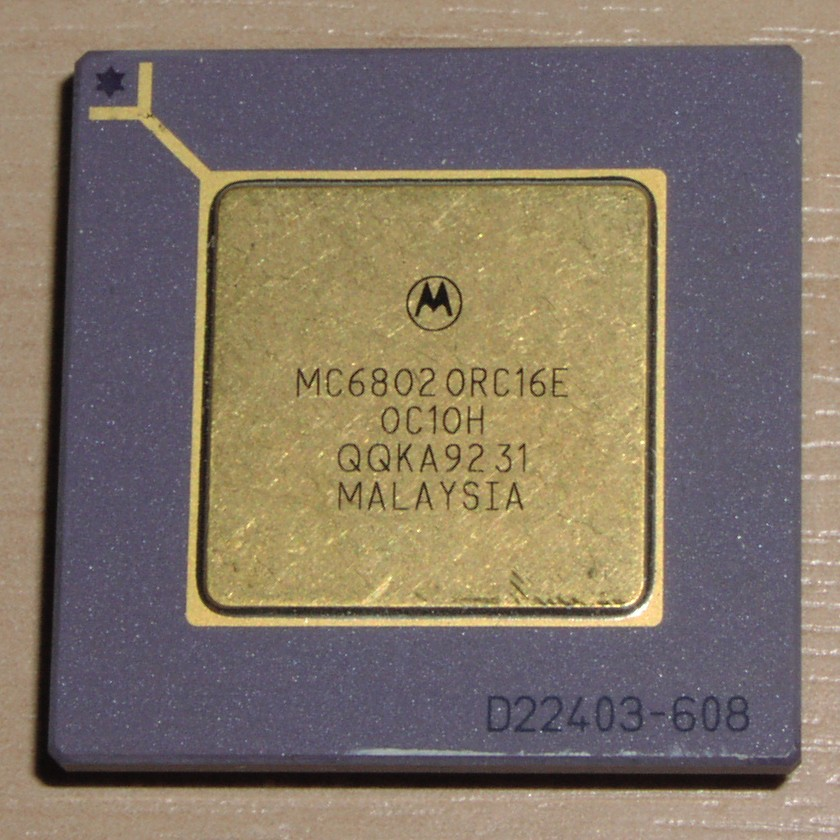
Motorola 68020

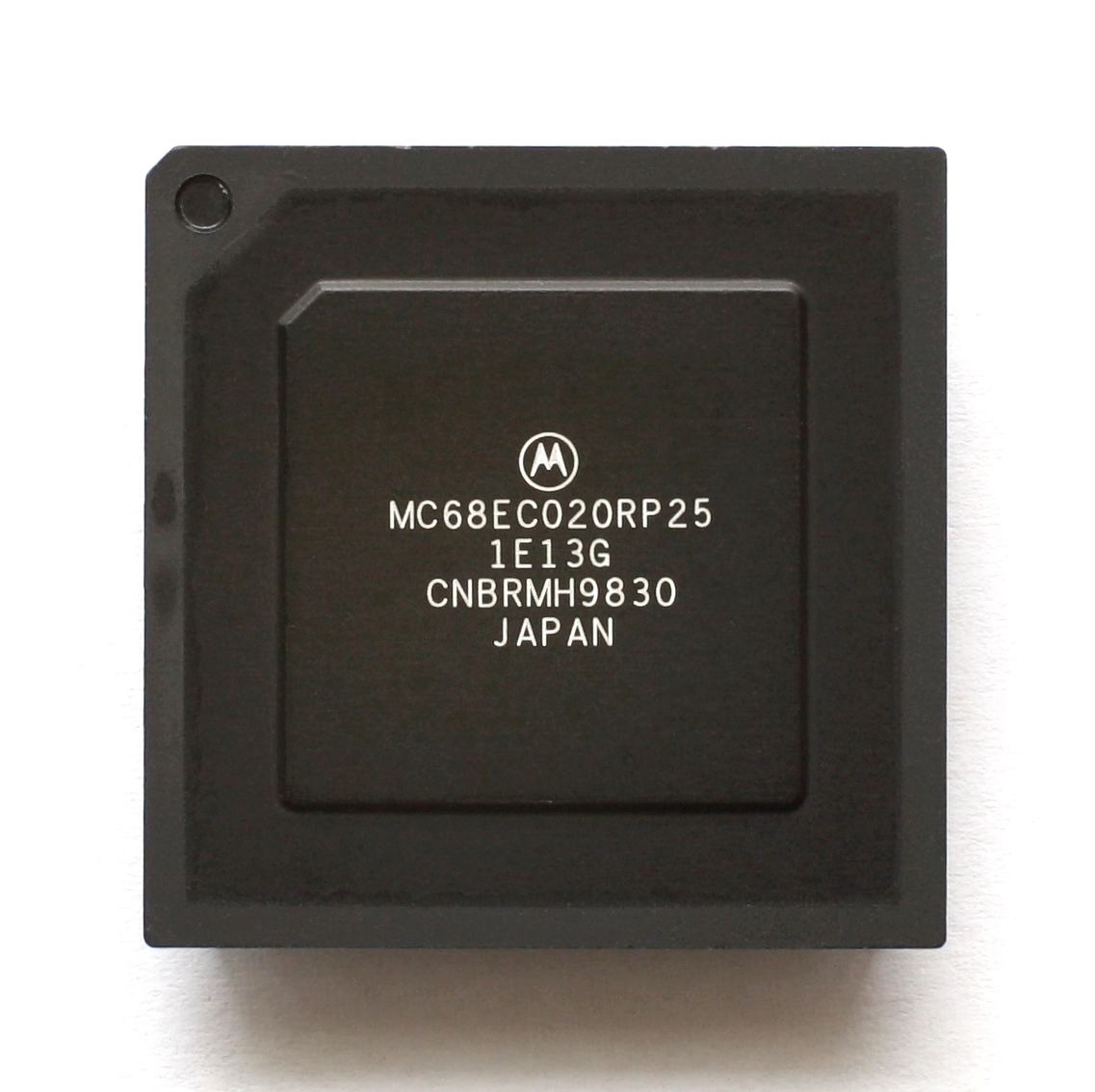
Motorola MC68EC020

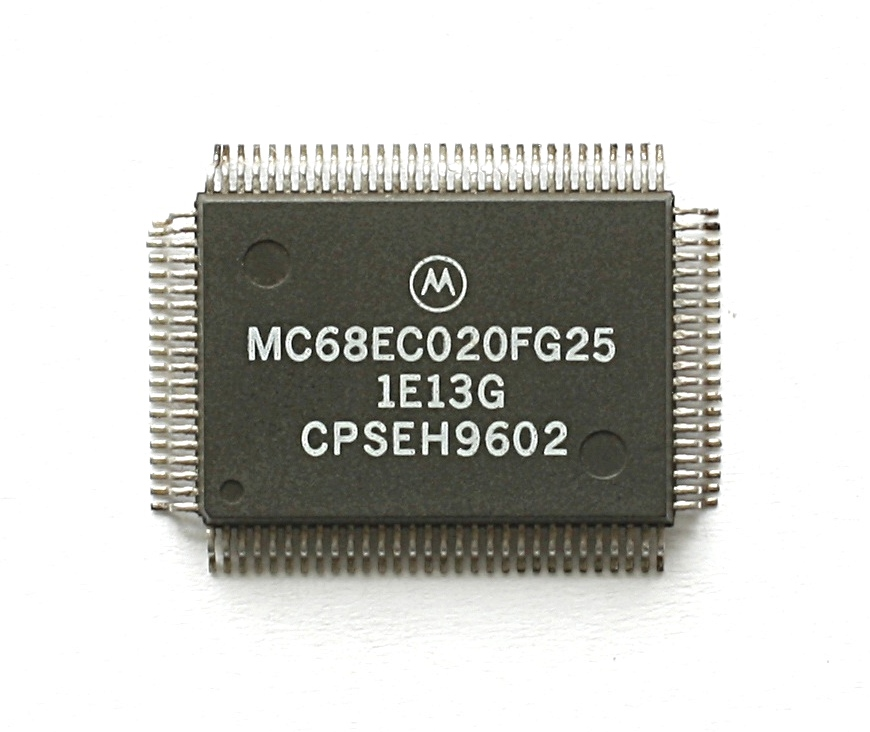
Motorola MC68EC020 in PQFP-behuizing

De Motorola 68020 is een microprocessor van Motorola, waarvan de halfgeleidertak in 2004 werd verzelfstandigd als Freescale Semiconductor. Het is de opvolger van de Motorola 68010 en wordt opgevolgd door de Motorola 68030. De Motorola 68020 is de eerste echte 32-bit processor van de 68000-familie. Het IC omvat circa 190 000 transistoren.

## Verbeteringen
Motorola bracht met de 68020 een aantal wezenlijke verbeteringen ten opzichte van de 68010:
- Een 32-bit rekeneenheid (ALU).
- Een 32-bit externe adresbus.
- Een 32-bit externe databus.
- Nieuwe instructies en adresseermodi.
- Een pipeline van drie stappen.
- Een instructiecache, van 256 bytes.
- Een coprocessor-interface.

Verder kon de 68020 16- en 32-bits-woorden benaderen zonder dat deze op even adressen uitgelijnd waren, zij het dat 32-bit niet-uitgelijnde toegang meestal veel trager was dan uitgelijnde toegang.
Met de coprocessor-interface kon men met de 68020 een bijpassende externe eenheid voor zwevendekommabewerkingen of FPU gebruiken, alsook een MMU. Als FPU bood Motorola de 68881 aan, later opgevolgd door de 68882. Als MMU was de 68851 beschikbaar.

## Variant
Motorola bracht de 68EC020-variant op de markt, als lage-kosten-versie van de 68020. De kosten werden bespaard doordat de 68EC020 slechts een 24-bit-adresbus kende, met de beperking dat de processor hierdoor slechts 16 MB extern geheugen kon aanspreken.

## Toepassingen
Apple was een belangrijke klant van de 68020 met toepassing in de Macintosh II- en Macintosh LC-personal computers. Sun Microsystems gebruikte de processor in de Sun-3-werkstations. Ook de AM-2000 van Alpha Microsystems gebruikte de 68020.
SGI gebruikte de 68000 in de IRIS 1000-serie grafische werkstations, de 68020 in de IRIS 2000- en 3000-series.
De 68020 werd ook veel toegepast in ingebedde systemen. Zo gebruikte Hewlett-Packard hem in de serie 8711-netwerkanalyseapparatuur, was hij te vinden aan boord van TGV-treinen en in de besturing van het Eurofighter Typhoon-gevechtsvliegtuig.
De goedkopere 68EC020 werd gebruikt in de Commodore Amiga 1200-homecomputer en de Amiga CD32-spelconsole. Ook vond de processor toepassing in vele videospelen. Hij werd ook toegepast in laserprinters, zoals de Apple QMS PS 410 en de LaserWriter II-NTX. Kodak gebruikte de 68EC020 in de Ektaplus 7016PS, terwijl het bedrijf Dataproducts de processor toepaste in de LZR 1260.